# Villard-d'Héry
Villard-d'Héry és un municipi francès al departament de Savoia (regió d'Alvèrnia-Roine-Alps). L'any 2007 tenia 245 habitants.

## Demografia

### Població
El 2007 la població de fet de Villard-d'Héry era de 245 persones. Hi havia 89 famílies de les quals 13 eren unipersonals (4 homes vivint sols i 9 dones vivint soles), 27 parelles sense fills, 40 parelles amb fills i 9 famílies monoparentals amb fills.
La població ha evolucionat segons el següent gràfic:
Habitants censats

### Habitatges
El 2007 hi havia 102 habitatges, 88 eren l'habitatge principal de la família i 14 eren segones residències. 99 eren cases i 2 eren apartaments. Dels 88 habitatges principals, 77 estaven ocupats pels seus propietaris, 8 estaven llogats i ocupats pels llogaters i 3 estaven cedits a títol gratuït; 4 tenien dues cambres, 9 en tenien tres, 20 en tenien quatre i 55 en tenien cinc o més. 72 habitatges disposaven pel capbaix d'una plaça de pàrquing. A 39 habitatges hi havia un automòbil i a 46 n'hi havia dos o més.

### Piràmide de població
La piràmide de població per edats i sexe el 2009 era:
| Homes | Edats   | Dones |
| ----- | ------- | ----- |
| 0     | 95 o +  | 0     |
| 2     | 90 a 94 | 2     |
| 3     | 85 a 89 | 1     |
| 1     | 80 a 84 | 1     |
| 2     | 75 a 79 | 2     |
| 9     | 70 a 74 | 3     |
| 4     | 65 a 69 | 8     |
| 4     | 60 a 64 | 2     |
| 5     | 55 a 59 | 7     |
| 1     | 50 a 54 | 5     |
| 11    | 45 a 49 | 7     |
| 9     | 40 a 44 | 6     |
| 8     | 35 a 39 | 9     |
| 9     | 30 a 34 | 5     |
| 3     | 25 a 29 | 1     |
| 5     | 20 a 24 | 1     |
| 11    | 15 a 19 | 7     |
| 4     | 10 a 14 | 5     |
| 11    | 5 a 9   | 6     |
| 4     | 0 a 4   | 2     |

## Economia
El 2007 la població en edat de treballar era de 163 persones, 121 eren actives i 42 eren inactives. De les 121 persones actives 112 estaven ocupades (63 homes i 49 dones) i 10 estaven aturades (8 homes i 2 dones). De les 42 persones inactives 15 estaven jubilades, 18 estaven estudiant i 9 estaven classificades com a «altres inactius».

### Ingressos
El 2009 a Villard-d'Héry hi havia 92 unitats fiscals que integraven 241 persones, la mediana anual d'ingressos fiscals per persona era de 21.930 €.

### Activitats econòmiques
Dels 7 establiments que hi havia el 2007, 2 eren d'empreses de construcció, 3 d'empreses de comerç i reparació d'automòbils, 1 d'una empresa de transport i 1 d'una empresa de serveis.
Dels 3 establiments de servei als particulars que hi havia el 2009, 1 era un taller de reparació d'automòbils i de material agrícola, 1 lampisteria i 1 electricista.
L'any 2000 a Villard-d'Héry hi havia 7 explotacions agrícoles que ocupaven un total de 81 hectàrees.

## Poblacions més properes
El següent diagrama mostra les poblacions més properes.